# Quintus Didius
Quintus Didius war ein römischer Statthalter Syriens (31–29 v. Chr.).

## Leben
Offenbar sandte Octavian, der spätere Kaiser Augustus, unmittelbar nach seinem Sieg über Marcus Antonius in der Schlacht bei Actium den Quintus Didius als Statthalter nach Syrien (Ende 31 v. Chr.). Dort veranlasste Didius die um Petra wohnenden Araber, Untertanen des Nabatäerkönigs Malchos, zur Verbrennung der vom Nil durch einen versandeten Kanal nach Kleopatris (früher Arsinoe genannt) am Golf von Suez gezogenen Flotte der Kleopatra VII. Mit diesen Schiffen hatte die ägyptische Königin angeblich vor dem anrückenden Octavian aus Ägypten flüchten wollen. Unter Mithilfe des jüdischen Königs Herodes der Große, der von Antonius zu Octavian übergetreten war, blockierte Didius einer Gladiatorenschar, die von Kyzikos im nordwestlichen Kleinasien zur Unterstützung des Antonius nach Ägypten ziehen wollte, den Weg, zwang sie zur Kapitulation und wies ihr vorübergehend Daphne, die Vorstadt von Antiochia, als Siedlungsort zu.